# Hallo - Hotel Sacher ... Portier!
Hallo - Hotel Sacher ... Portier! è una serie televisiva austro-tedesca ideata da Fritz Eckhardt e prodotta dal 1973 al 1974 dalla Schönbrunn-Film. Protagonista della serie è lo stesso Fritz Eckhardt; altri interpreti principali sono Elfriede Ott, Reinhold Tischler, Maxi Böhm, Marianne Schönauer, Manfred Inger, Ossy Kolmann, Josef Hendrichs e Robert Werner.
La serie si compone di 2 stagioni, per un totale di 26 episodi (13 per stagione), della durata di 60 minuti ciascuno. In Austria, la serie fu trasmessa in prima visione dall'emittente ORF e in Germania dalla ZDF in prima serata.

## Trama
Protagonista delle vicende è Oswald Huber, sessantenne portiere del famoso Hotel Sacher di Vienna. L'uomo vive assieme alla sorella Resi. Tra gli ospiti "fissi" dell'albergo, figura poi il pittore Kerzl.

## Episodi
| Stagione         | Episodi | Prima TV USA | Prima TV Italia |
| ---------------- | ------- | ------------ | --------------- |
| Prima stagione   | 13      | 1973         | inedita         |
| Seconda stagione | 13      | 1974         | inedita         |

## Guest-star
Tra le guest star apparse nella serie, figurano:
- Paul Hörbiger
- Erik Ode
- Heinz Reincke
- Klausjürgen Wussow